# Fritz Szalinski (Bildhauer)

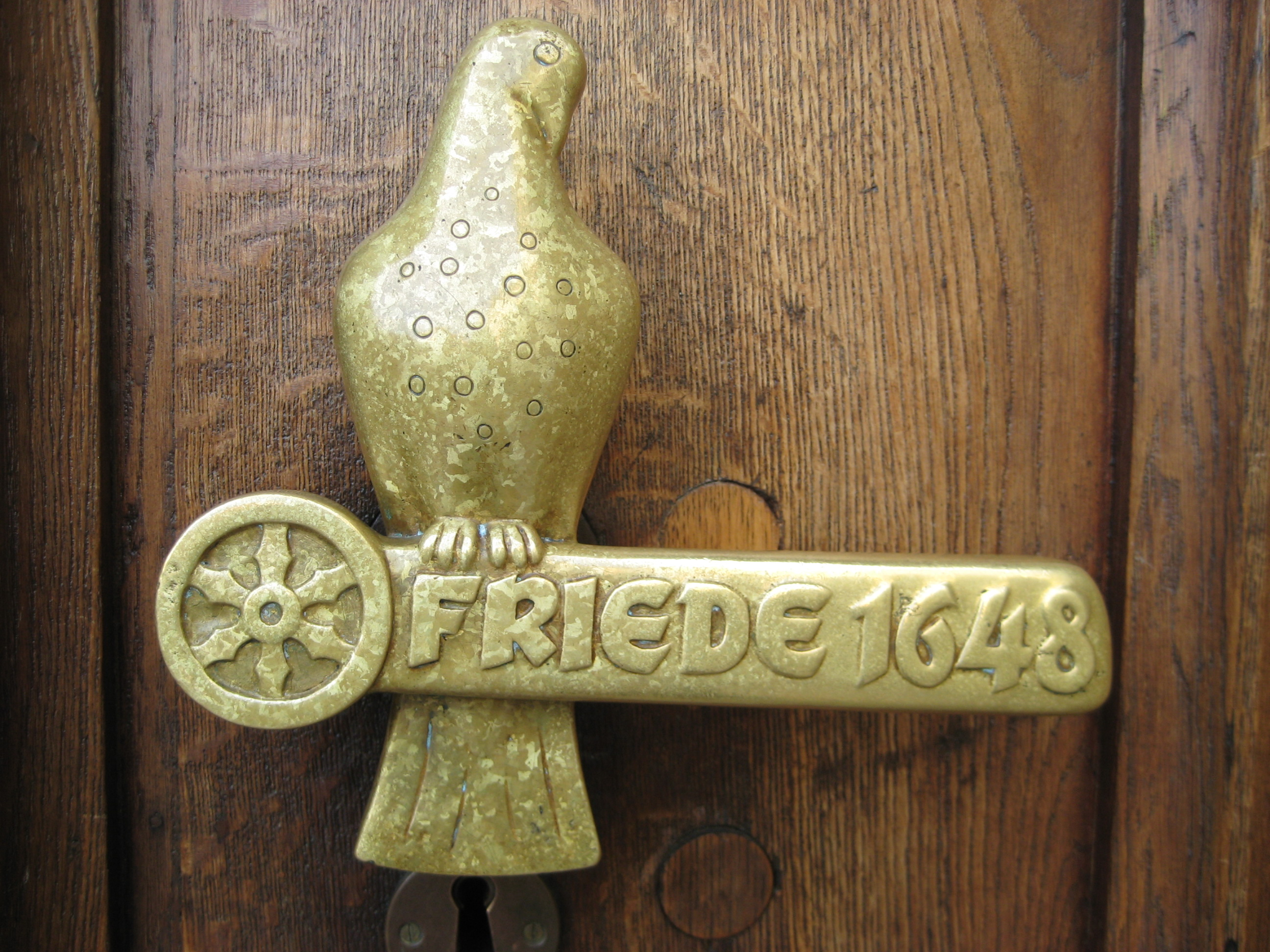
Der Türgriff Friede 1648 (1963) an der Haupttür des Osnabrücker Rathauses ist das am häufigsten in Publikationen über Osnabrück abgebildete Werk Fritz Szalinskis

Fritz Szalinski (* 8. Dezember 1905  in Haste; † 20. Mai 1978 in Osnabrück) war ein deutscher Bildhauer. Eine Vielzahl seiner Werke befindet sich im öffentlichen Raum, insbesondere in seiner Heimatstadt Osnabrück. Szalinski arbeitete in Holz, Stein, Metall sowie Keramik und zeichnete auch.

## Leben

### Herkunft

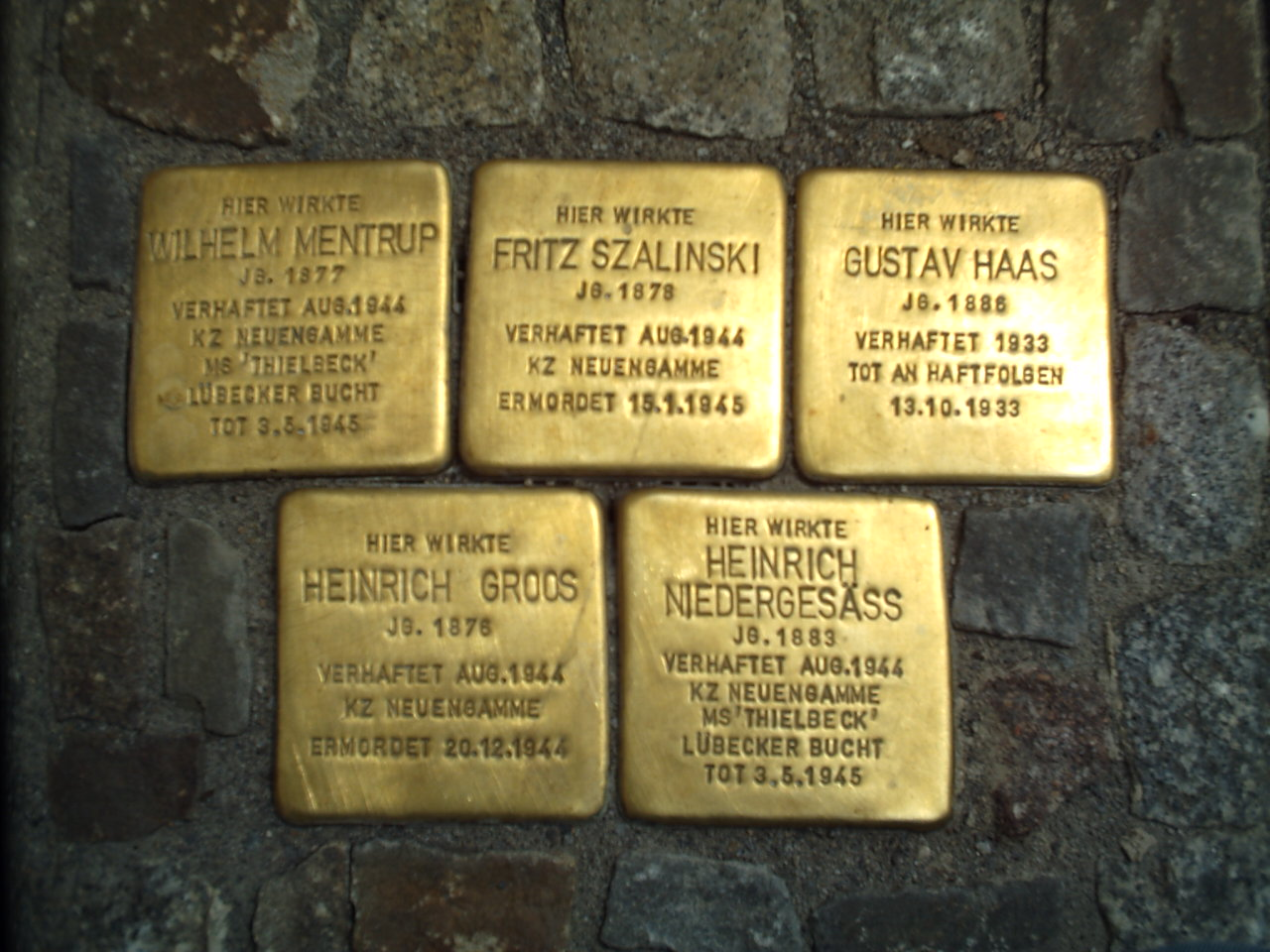
Stolpersteine für Fritz Szalinskis Vater Fritz (Friedrich) und andere Gewerkschafter und Politiker aus Osnabrück

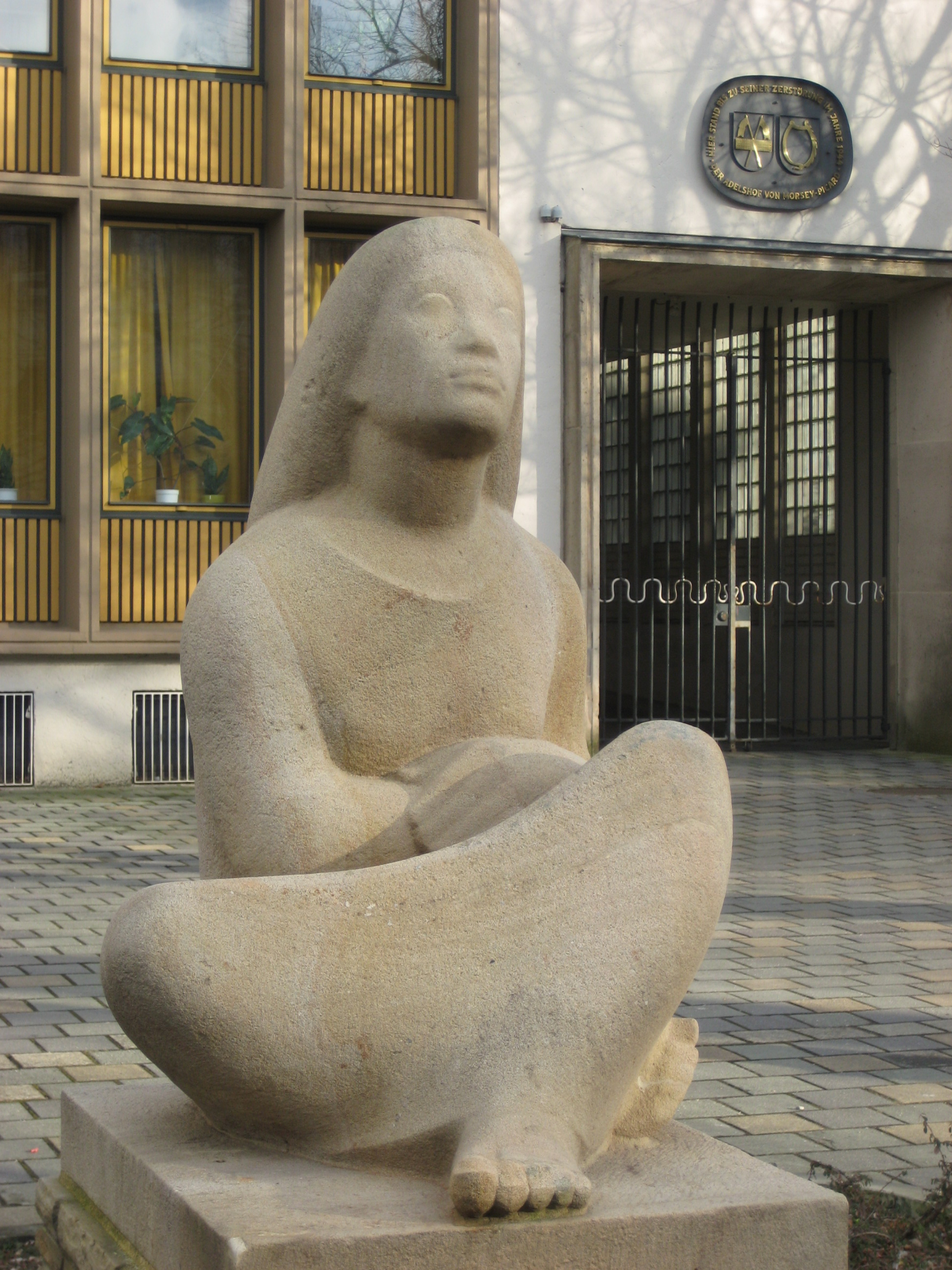
Sitzende oder Sinnende (1955), am Behördenhaus Hakenstraße in Osnabrück

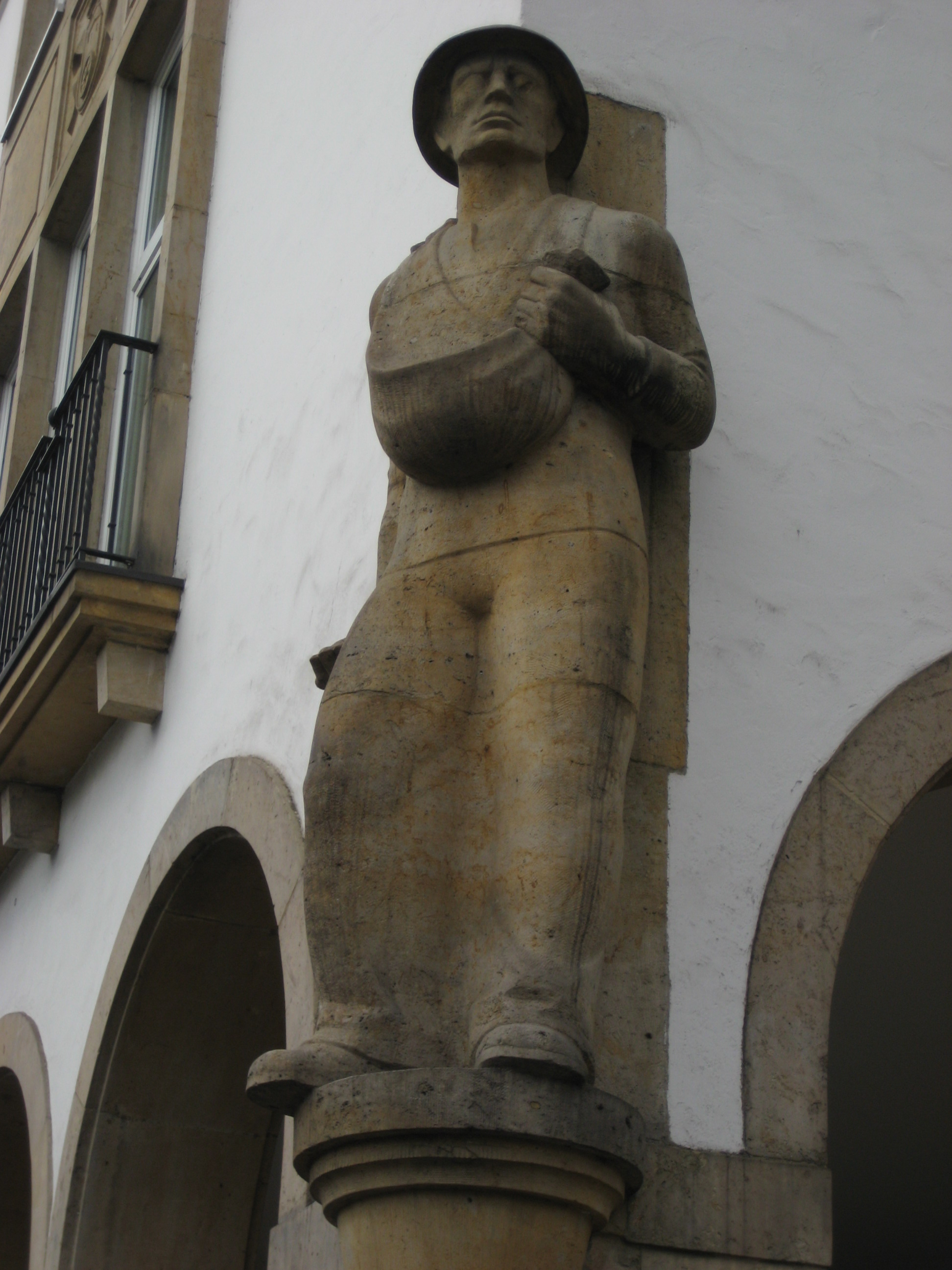
Der Landmann (1956), Osnabrück

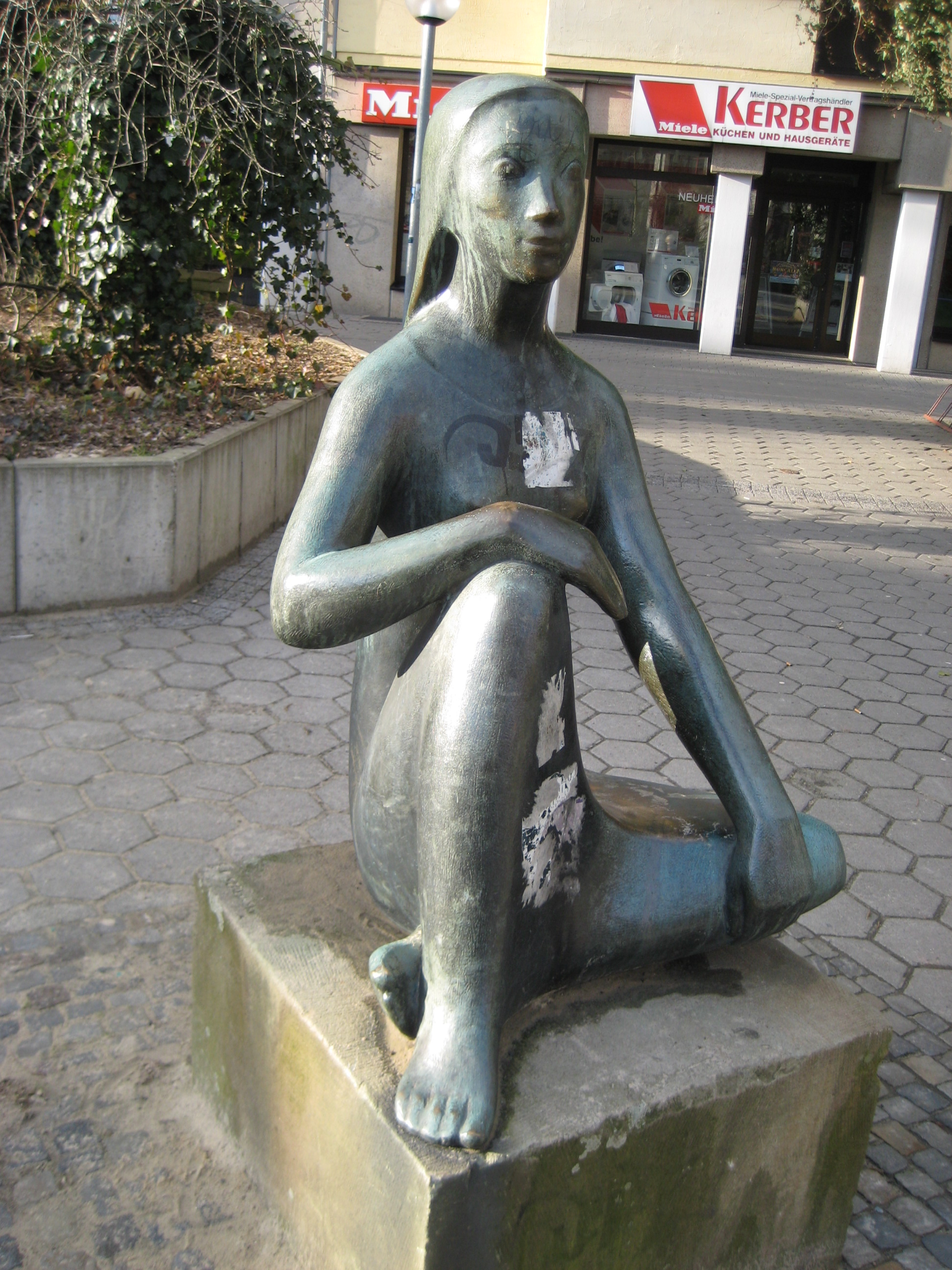
Sitzende (1962), Osnabrück (sowie im Park des LWL-Klinikums Gütersloh)

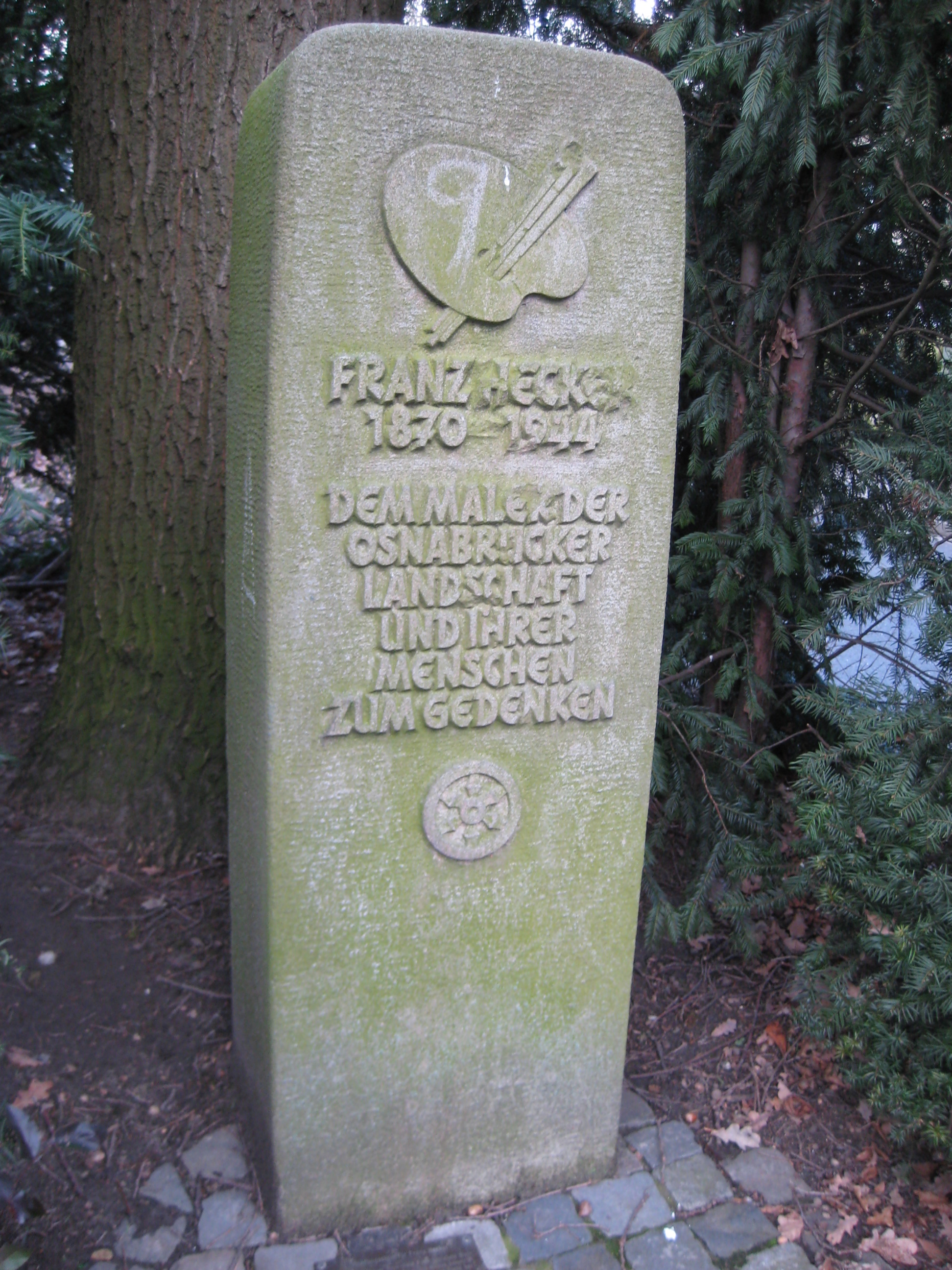
Gedenkstein Franz Hecker (1967), Grünanlage am Riedenbach in Osnabrück

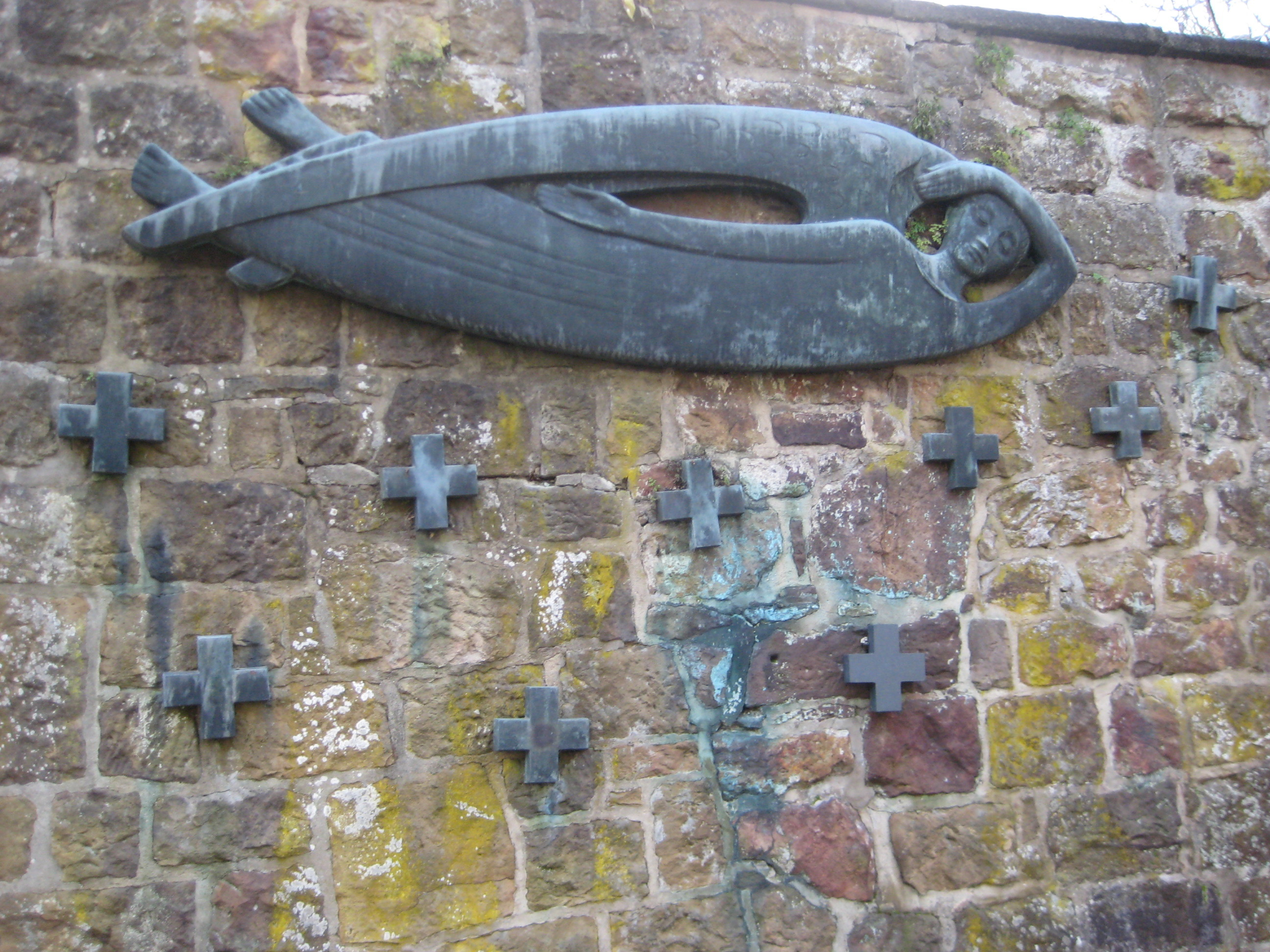
Kriegerehrenmal an der südlichen Umfassungsmauer von Schloss und Benediktinerabtei Iburg in Bad Iburg

Fritz Szalinski wurde als Sohn von Fritz Szalinski (1878–1945), der 1900 aus Lesgewangminnen bei Tilsit (Ostpreußen) nach Osnabrück gezogen war, und dessen Frau Amalie Szalinski, gebürtig Steinbacher (1881–1911), geboren. Auch seine Mutter stammte aus Ostpreußen. Sie starb, als der Sohn fünf Jahre alt war. Der Vater arbeitete als Werkzeughärter, bildete sich fort und wurde 1919 hauptberuflicher Sekretär des Deutschen Metallarbeiter-Verbandes, dessen Nachfolge 1945 die IG Metall antrat. Der Vater ging nach dem Tod seiner Frau eine zweite Ehe mit Karoline Szalinski, gebürtig Glindmeyer (1890–1970), ein. Fritz Szalinskis Schwester Henriette, genannt Henny, wurde 1916 geboren. Der Vater erlitt als Gewerkschafter politische Verfolgung, wurde im August 1944 verhaftet und kam am 15. Januar 1945 im Konzentrationslager Neuengamme zu Tode. An ihn und andere verfolgte Osnabrücker Gewerkschafter erinnern seit Juni 2008 Stolpersteine des Künstlers Gunter Demnig am Kollegienwall, dem früheren Standort des Osnabrücker Gewerkschaftshauses.

### Ausbildung
Fritz Szalinski erhielt seine Schulausbildung an der Evangelischen Volksschule in Osnabrück. Im Handfertigkeitsunterricht entdeckte er seine Begabung für das Holzschnitzen. Nach dem Schulabschluss machte er trotz väterlicher Einwände 1920 bis 1924 eine Ausbildung als Holzbildhauer beim Osnabrücker Bildhauer Bruno Henning sen., der ihn bereits während seiner Schulzeit gefördert hatte. Seine Gesellenprüfung bestand Szalinski mit Auszeichnung und erhielt einen „Staatspreis als bester Prüfling“. Nach einem Jahr als Bildhauergeselle studierte er von April 1925 bis Juli 1928 bei Cirillo Dell’Antonio an der Holzschnitzschule Bad Warmbrunn in Niederschlesien. Es folgten bis 1928 vier Semester bei Stanislaus Cauer (1867–1943) an der Kunstakademie Königsberg, außerdem belegte er die Fächer Anatomie und Kunstgeschichte an der Universität Königsberg. An der Kunstakademie erhielt er zwei erste Preise bei Wettbewerben für Plastiken, die von der Akademie ausgeschrieben worden waren. In Königsberg lernte er seine spätere Frau Charlotte Eckert, genannt Lotte (1906–1988), kennen, die dort die Kunstgewerbeschule besuchte. Sie arbeitete vornehmlich als Malerin und Batikerin.

### Rückkehr nach Osnabrück 1928
1928 kehrte Szalinski nach Osnabrück zurück und eröffnete ein Atelier in der Dielinger Straße im Zentrum der Altstadt. Im folgenden Jahr hatte er seine erste größere Ausstellung. 1929 gründete er zusammen mit der Malerin Maria Rasch in Osnabrück den „Bund Bildender Künstler“, den er bis 1933 leitete. 1945 gründete er ihn neu und übernahm wieder für mehrere Jahre den Vorsitz.
1930 heirateten Szalinski und Charlotte Eckert. An der Exposition coloniale internationale war er 1931 mit dem Aufbau eines indonesischen Tempels für die Niederlande beteiligt.
In seinen Anfangsjahren als freiberuflicher Künstler sicherte er seinen Lebensunterhalt als Maler von Kinderportraits. Außerdem unterrichtete er bis 1933 am Ernst-Moritz-Arndt-Gymnasium. Der Sohn Peter wurde 1934 geboren.

### An der Bauhütte der Berliner Staatsoper unter den Linden
In der Zeit des Nationalsozialismus war Szalinski Mitglied der Reichskammer der bildenden Künste. Für diese Zeit ist seine Teilnahme an Einzelausstellungen und mindestens acht großen Gruppenausstellungen sicher belegt, darunter 1936 in Essen „Westfront 1936. Freie Kunst im neuen Staate“, die der nationalsozialistischen Ideologie nahe stand. Während des Zweiten Weltkriegs war Szalinski von 1941 bis 1944 nach der Zerstörung der Berliner Staatsoper Unter den Linden durch einen Bombenangriff als Bildhauer an deren Wiederaufbau beteiligt. In der Bauhütte der Staatsoper schuf er figürliche und ornamentale Werke für die Oper.

### 1944 bis Kriegsende
Sein Atelier in Osnabrück wurde am 13. September 1944 durch einen Bombenangriff vernichtet; die darin befindlichen Werke wurden zerstört. Die Familie blieb unversehrt; sie verbrachte die letzten Kriegsmonate in einem gemieteten alten Bauernhaus in Evinghausen, einer Bauerschaft am Wiehengebirge bei Osnabrück, das sie bis dahin als Wochenendhaus genutzt hatte. Fritz Szalinski wurde 1944 zum Wehrdienst eingezogen, „erlebte aber nur noch Rückzüge bis zum schrecklichen Ende. Es war die erbärmlichste Zeit meines ganzen Lebens“.

### 1952 bis 1978
1952 legte Szalinski vor der Osnabrücker Handwerkskammer die Prüfung als Stein- und Holzbildhauermeister ab; er bestand sie mit Auszeichnung. 1953 bezog Szalinski ein Atelier in der Straße Bocksmauer in Osnabrück. Die Familie bezog das zum Wohnhaus erweiterte Gebäude 1956.
Bis 1972 arbeitete er als freischaffender Künstler. Er war an einer Vielzahl von Einzel- und Gruppenausstellungen beteiligt. Zehn seiner Werke befanden sich in Osnabrücker Museumsbesitz; vier von ihnen verschwanden jedoch. Er restaurierte und rekonstruierte außerdem Werke anderer Künstler wie die vier Skulpturen am Rand der Terrasse des Osnabrücker Schlosses oder 1966 das Wappen des letzten evangelischen Osnabrücker Fürstbischofs Friedrich von York an der Bischöflichen Kanzlei.
Am ehemaligen Atelier von Szalinski, das er in Osnabrück an der Bocksmauer hatte, ist die Bronzeskulptur „Ausschauende“ aus dem Jahr 1967 angebracht.
Szalinskis Grab, für das er das Grabmal geschaffen hatte, befindet sich auf dem Heger Friedhof in Osnabrück.

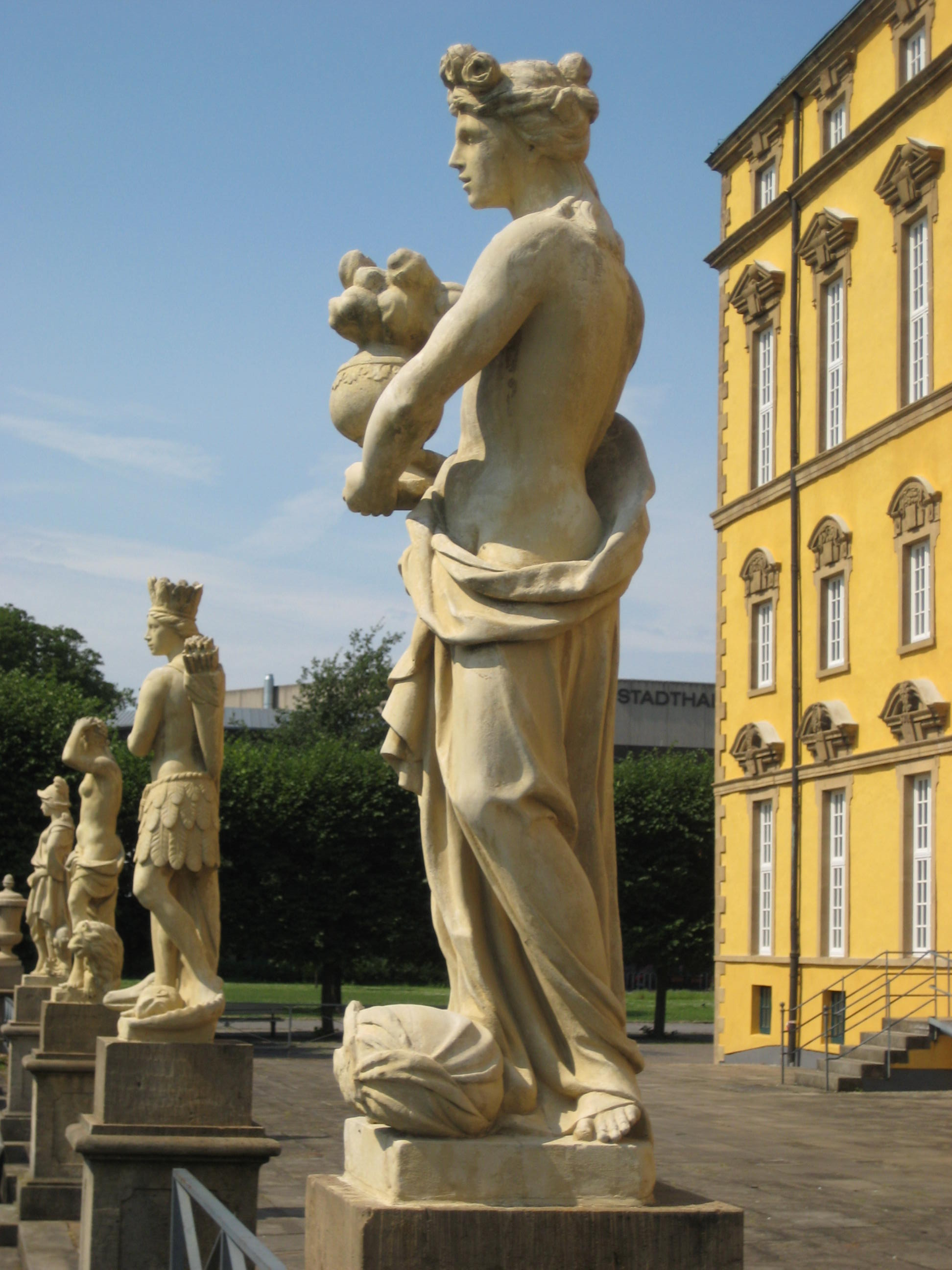
Rekonstruktionsarbeiten Szalinskis sind die Barockfiguren am Schloss Osnabrück
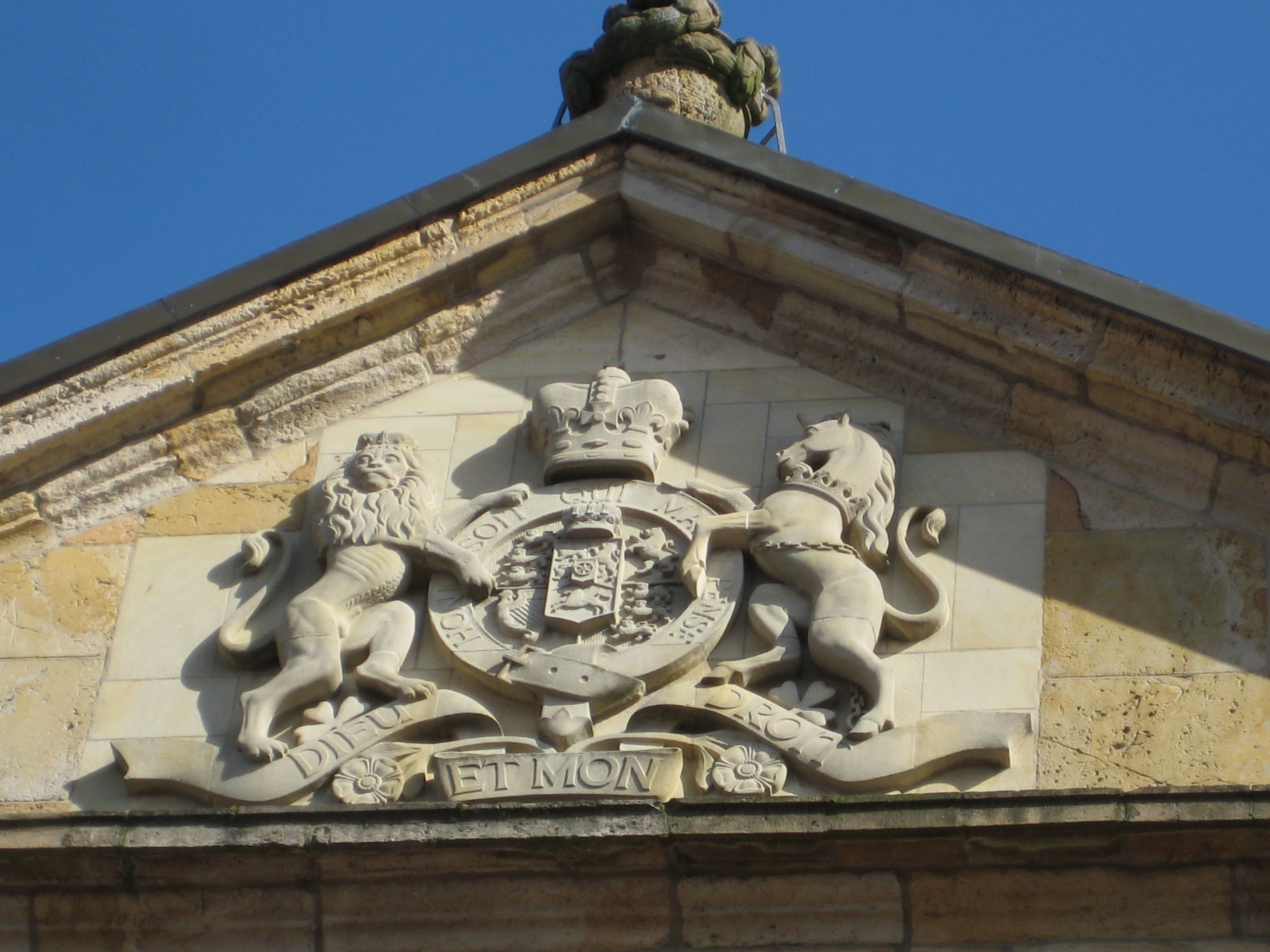
Szalinski stellte 1966 das Königliche Wappen an der Bischöflichen Kanzlei wieder her
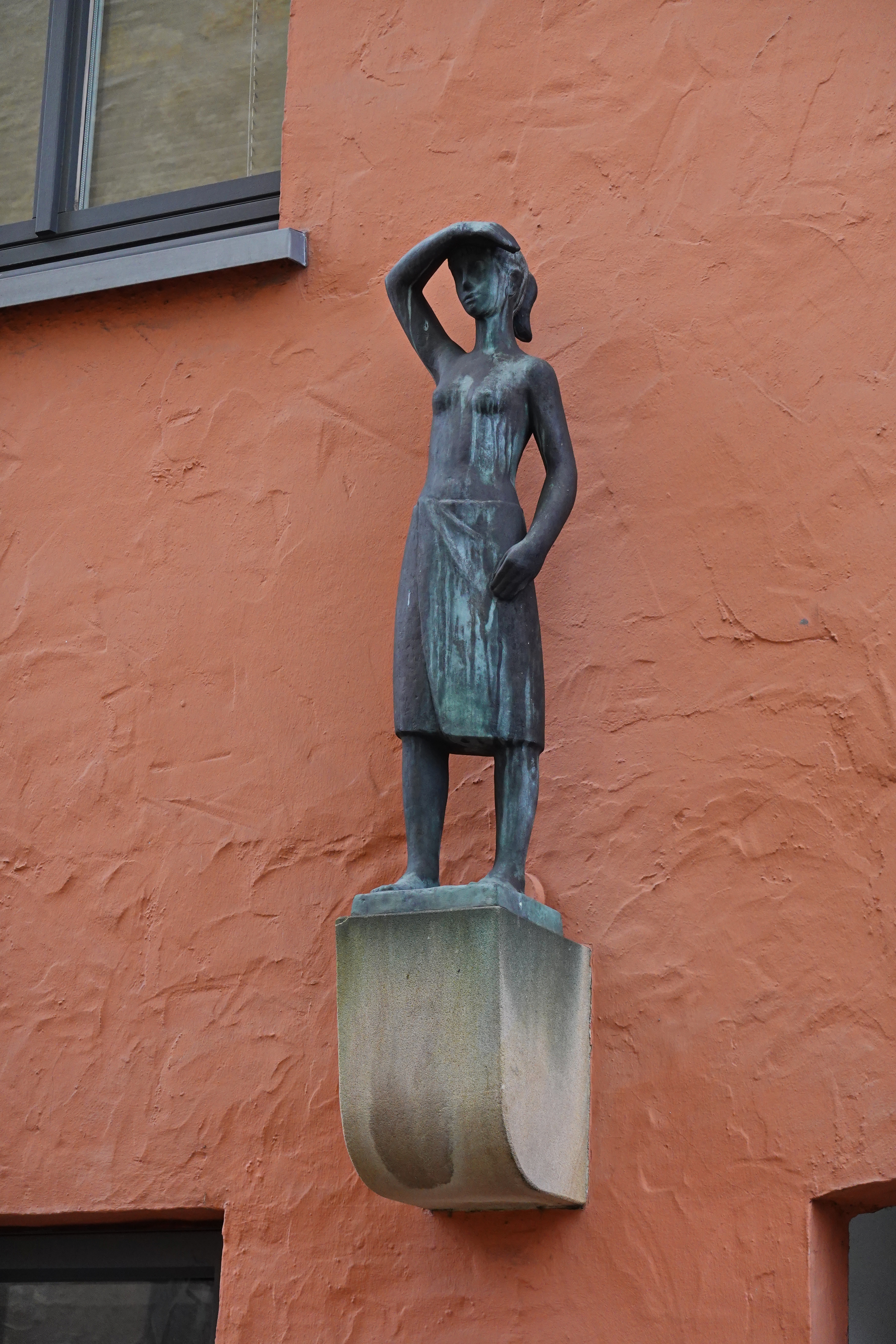
Bronzeskulptur „Ausschauende“ (1967) am ehemaligen Atelier Bockmauer 9

## Ausstellungen (unvollständig)
- 1929 Gemeinschaftsausstellung mit Bernhard Feldkamp
- 1974 Einzelausstellung im Kreismuseum Bersenbrück
- 1979/1980 Gedächtnisausstellung in der Abendgalerie Künstlerhaus in Osnabrück
- 2005/2006 Gedächtnisausstellung in der Sparkasse Osnabrück